# Pablo Aurrecochea
Pablo Aurrecochea, vollständiger Name Pablo Fernando Aurrecochea Medina, (* 8. März 1981 in Fray Bentos) ist ein ehemaliger uruguayischer Fußballspieler. Der Torhüter erlangte Bekanntheit durch seine Trikots im Comic-Helden-Design.

## Karriere
Der 1,87 Meter große Torhüter Aurrecochea gehörte zu Beginn seiner Karriere von der Clausura 1999 bis in die Apertura 2010 dem Kader des Erstligisten Nacional Montevideo in der Primera División an. Von der Apertura 2000 bis einschließlich der Apertura 2002 spielte er für die Argentinos Juniors. Dort kam er in der Clausura 2002 zu einem Erstligaeinsatz. Den Zeitraum von der Clausura 2004 bis einschließlich der Clausura 2006 verbrachte er in Reihen des paraguayischen Erstligisten Tacuary und bestritt dort 89 Erstligaspiele. In den beiden Halbserien Jahres 2007 folgte im Rahmen eines Leihgeschäfts eine Karrierestation beim Club Cerro Porteño, für den er in 16 Partien der Primera División auflief. In der Apertura 2008 absolvierte er – abermals für Tacuary – fünf Erstligabegegnungen. 2008 schloss er sich dem kolumbianischen Verein Atlético Bucaramanga an. Seit der Apertura 2009 bis Ende 2013 war der Club Guaraní aus der paraguayischen Hauptstadt Asunción sein Arbeitgeber. Insgesamt sind bei diesem Engagement 135 Erstligaeinsätze für ihn verzeichnet (2009: 23 Spiele, 2010: 42, 2011: 22, 2012: 29, 2013: 19). Zum Jahresanfang 2014 wurde er an den Ligakonkurrenten Deportivo Capiatá ausgeliehen. In sieben Erstligaspielen hütete er das Tor des Klubs. Ab Juli 2014 setzte er seine Karriere in Chile bei CD Antofagasta fort. Bei den Chilenen wurde er in 29 Partien der Primera División und sechsmal in der Copa Chile eingesetzt. Anfang Juli 2015 wechselte er zu Club Atlético Atlanta. Für die Argentinier lief er in 19 Ligaspielen und zwei Begegnungen der Copa Argentina auf. Mitte Juli 2016 wechselte er zu Argentino de Merlo.